# Feuille d'eau

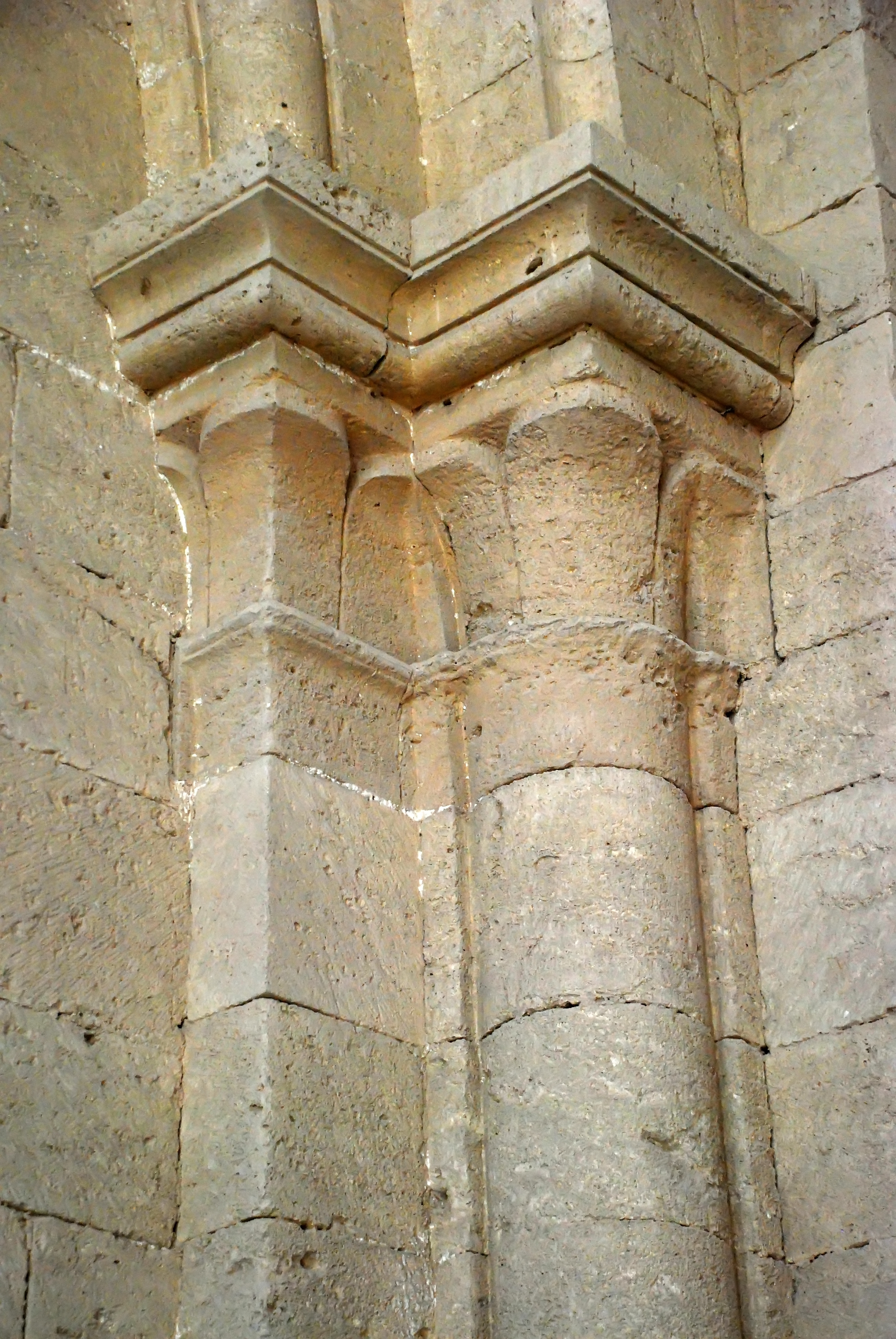
Chapiteaux décorés de feuilles d'eau portant les retombées des voûtes et des arcades (église abbatiale de l'abbaye de Silvacane).

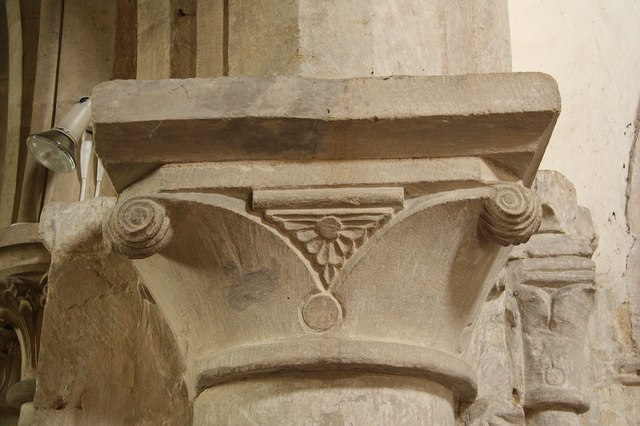
Feuilles à boules.

La feuille d'eau est un motif ornemental très sobre (large feuille s'évasant pour se replier en volutes) typique de l'architecture de transition roman-gothique des abbayes cisterciennes du XIIe siècle.

## Description
Ce motif, inspiré des feuilles de lotus, orne par exemple les chapiteaux et les corniches des abbayes cisterciennes comme Silvacane ou Sénanque mais également d'autres édifices comme la cathédrale Notre-Dame-de-Nazareth de Vaison,.
Il peut être disposé sur un ou deux registres.
Les feuilles d'eau subissent une évolution stylistique : d'abord simples feuilles lisses plaquées sur la corbeille, elles s'en détachent progressivement et sont ornées d'arêtes angulaires et médianes plus ou moins prononcées. Dans les feuilles à boules, les volutes se recourbent très fortement dans leur partie centrale pour soutenir une grosse boule (voire un crochet) qui paraît accrochée à la courbure de la feuille. 

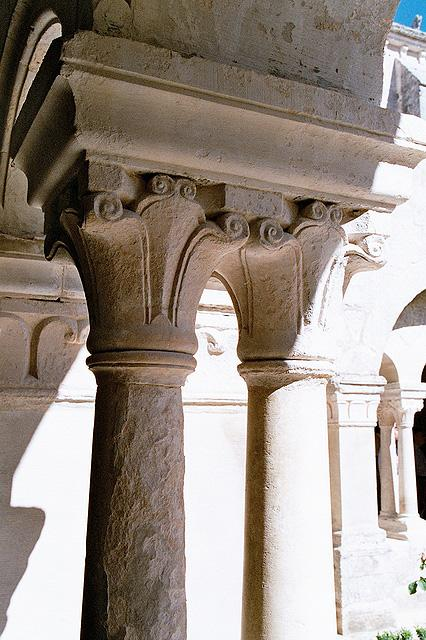
Chapiteaux à feuilles d'eau de l'abbaye de Sénanque.
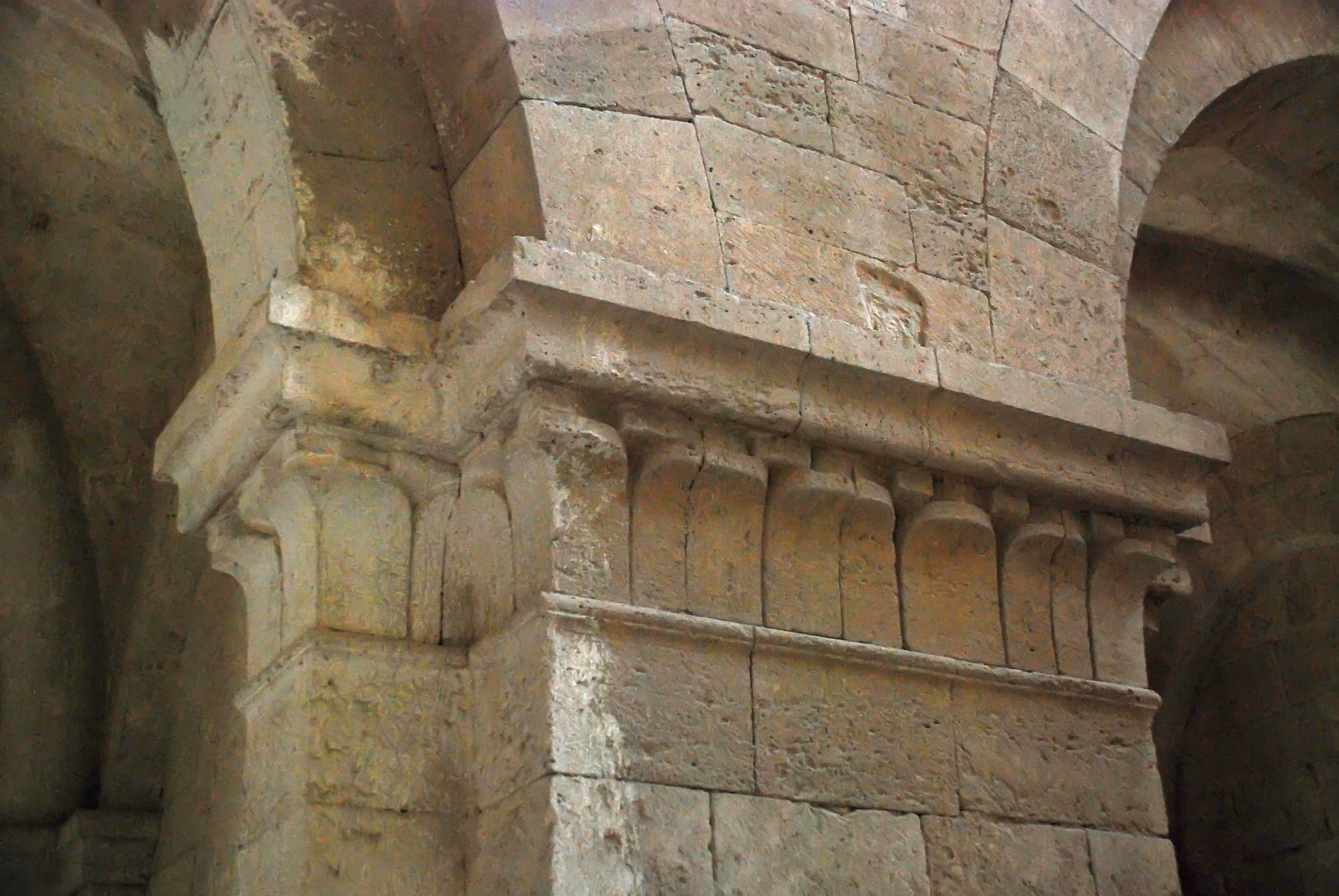
Frise de feuilles d'eau de l'église abbatiale de l'abbaye de Silvacane.
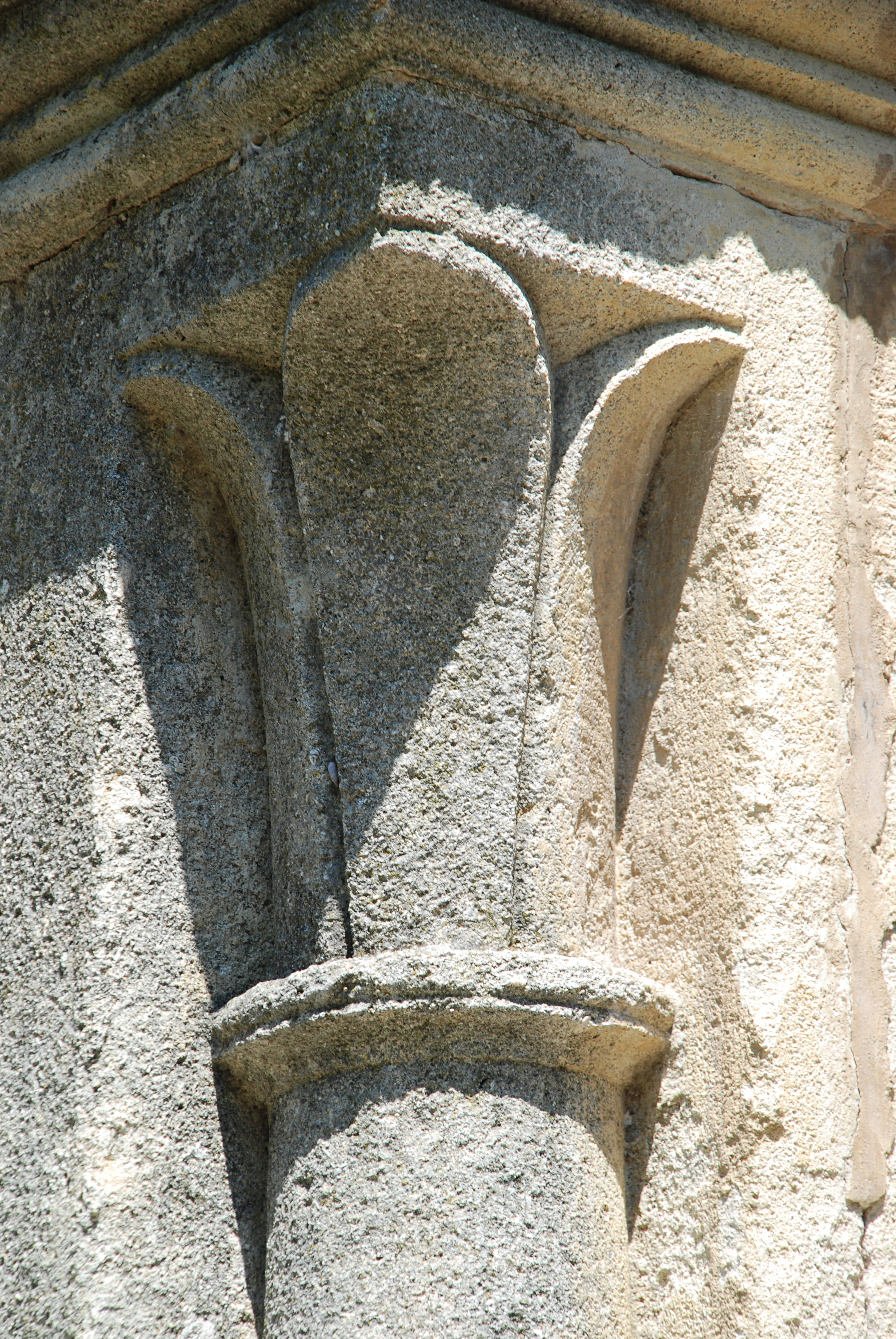
Chapiteau à feuilles d'eau de la cathédrale Notre-Dame-de-Nazareth de Vaison.